# 袁魯訓
袁魯訓（1425年—？），字宗道，江西袁州府宜春縣人，明朝政治人物。進士出身。

## 生平
江西鄉試第三十二名。成化二年（1466年）丙戌科會試第九名，殿試登進士第三甲第二百二十三名。

## 家族
曾祖父袁世聞。祖父袁文慎。父亲袁原亨。